# Marcela Bílková
Marcela Bílková (nepřechýleně Bilek, * 20. ledna 1968 Praha) je profesorkou aplikované fyziky a materiálového inženýrství na univerzitě v australském Sydney. Její výzkumné zájmy se zaměřují na využití metod souvisejících s plazmatem k syntéze tenkovrstvých materiálů a úpravě povrchů a rozhraní materiálů. V roce 2012 byla jmenována členkou Americké fyzikální společnosti a v roce 2015 členkou Institutu elektrotechnických a elektronických inženýrů (IEEE) za přínos k poznání a aplikaci plazmových procesů pro modifikaci a syntézu materiálů. Mezi její četná ocenění patří Malcolm-McIntoshova cena pro fyzika roku 2002 a Pawseyho medaile udělená Australskou akademií věd v roce 2004.

## Raný život
Marcela Bílková se narodila v lednu 1968 v Praze, ale již v roce 1973 s rodiči emigrovala do Austrálie, kde získali status politických uprchlíků. Na univerzitě v Sydney začala v roce 1986 studovat fyziku a informatiku. Po dvou letech byla nejlepší ve třídě v oboru informatiky a dostala nabídku na prestižní studentskou stáž v asijsko-pacifické centrále IBM v japonském Tokiu, kde pracovala na počítačových sítích. Po roce se vrátila do Austrálie, kde s vyznamenáním dokončila bakalářské studium přírodních věd prací o elektronové mikroskopii a studiem heterostruktur. Studium ukončila v roce 1990 s vyznamenáním první třídy a univerzitní medailí.
Po dokončení bakalářského studia pracovala ve výzkumném středisku Comalco v Melbourne jako vědecká pracovnice v průmyslovém výzkumu. Zabývala se optimalizací konstrukcí hliníkových tavicích článků. O dva a půl roku později získala stipendium na dokončení doktorátu v oboru inženýrství na univerzitě v Cambridge a v roce 1997 získala doktorát. V roce 2000 pak dokončila magisterský titul Master of Business Administration (MBA) na Rochester Institute of Technology, College of Business.

## Kariéra
Po získání doktorátu zůstala v Cambridge jako výzkumná pracovnice na Emmanuel College až do října 2000. Současně spolupracovala s Lawrence Berkeley National Laboratory v Kalifornii v USA, kde pracovala s Ianem Brownem, vedoucím skupiny pro plazmové aplikace. Také v tu dobu působila jako hostující profesorka na Technische Universitäd Hamburg-Harburg v Německu.
V listopadu 2000 se vrátila do Austrálie a byla jmenována profesorkou aplikované fyziky na University of Sydney. Ve svých 32 letech se stala první ženou na pozici profesorky na Fakultě fyziky Univerzity v Sydney.

## Výzkum
V současné době vede výzkumnou skupinu aplikované fyziky plazmatu a povrchového inženýrství na Univerzitě v Sydney, která se specializuje na materiály a technologie související s energetikou. Některé z jejích výzkumů zahrnují fyziku materiálů, nanášení a zpracování materiálů v plazmatickém stavu, tenkovrstvé materiály, vakuové glazování a mezioborový výzkum v oblasti biointerfejsů a medicíny. Publikovala již více než 300 článků v mezinárodních časopisech, 1 knihu, 6 kapitol v knihách a je držitelkou více než 10 patentů. Vedla 19 doktorandů jako hlavní školitel a 8 studentů jako pomocný školitel.

## Ocenění a vyznamenání
Během své kariéry získala za svou práci řadu ocenění. Patří mezi ně Malcolm-McIntoshova cena pro fyzika roku a Edgeworthova Davidova medaile v roce 2002, Pawseyho medaile Australské akademie věd v roce 2004 a cena Australian Innovation Challenge Award v roce 2011, inaugurační cena Plasma Surface Engineering Leading Scientist Award 2018. V roce 2013 byla zvolena členkou Fellowship of the American Physical Society (APS) a v roce 2015 byla zvolena členkou Fellowship of the Institute of Electronic and Electrical Engineers. Bilek také získala více než 13 milionů dolarů na financování výzkumu. V roce 2019 jí bylo uděleno australské laureátské stipendium pro profesory ve výzkumu a v témže roce byla zvolena členkou Královské společnosti Nového Jižního Walesu.